# Xylocopa vogtiana
Xylocopa vogtiana is een vliesvleugelig insect uit de familie bijen en hommels (Apidae). De wetenschappelijke naam van de soort werd voor het eerst geldig gepubliceerd in 1913 door Günther Enderlein.